# Tanyuromys thomasleei
Tanyuromys thomasleei — вид мишоподібних гризунів родини хом'якових (Cricetidae). Описаний у 2018 році.

## Назва
Вид названо на честь американського теріолога Томаса Лі.

## Поширення
Ендемік Еквадору. Поширений у дощових лісах на тихоокеанських схилах Анд.

## Опис
Схожий на Tanyuromys aphrastus. Виокремлений на основі генетичного аналізу.